# Partito Nazionalsocialista dei Lavoratori di Danimarca
Il Partito Nazionalsocialista dei Lavoratori di Danimarca (in danese: Danmarks Nationalsocialistiske Arbejderparti - DNSAP) fu il più importante partito d'ispirazione nazista attivo in Danimarca, prima e durante la seconda guerra mondiale.

## Storia
Il partito venne fondato il 16 novembre 1930, dopo il successo nazista nel Reichstag tedesco alle elezioni dello stesso anno. Estremamente simile al Partito Nazionalsocialista di Hitler, compreso l'uso della svastica ed il saluto romano, affondò le sue radici ideologiche nelle SA di Ernst Röhm. A testimonianza di ciò come inno venne adottata la versione tradotta della Horst-Wessel-Lied, inno delle SA. Il partito assunse posizioni chiaramente antisemite.
Fu inizialmente guidato da Cay Lembcke, anche se non attirò più di qualche centinaio di membri sotto la sua guida e fallì nel guadagnare qualche sostegno alle elezioni del 1932.
Lembcke fu dunque sostituito nel 1933 da Frits Clausen, che concentrò la sua attività nel territorio di Nord Schleswig, ottenendo la maggior parte del proprio sostegno dal mondo contadino locale. Alle elezioni del 1939, il partito guadagnò tre seggi al parlamento danese, corrispondenti all'1,8% del voto popolare.
Il partito sostenne la Germania nell'invasione e nella successiva occupazione della Danimarca il 9 aprile 1940. Una transizione dal governo militare nazista in Danimarca fu proposta dall'amministratore tedesco, Cecil von Renthe-Fink, alla fine del 1940, ma a causa della politica di cooperazione con il legittimo governo danese, si ritenne preferibile attendere fino a quando la Germania avesse vinto la guerra, anche se la DNSAP ricevette comunque sostegno finanziario e politico dalla Germania. Il reclutamento di Waffen-SS e Frikorps Danmark (volontari danesi) fu organizzato proprio dal movimento di Frits Clausen.
Il partito fu ufficialmente disciolto nel maggio 1945, dopo la fine della seconda guerra mondiale, e perse quasi tutto il suo consenso popolare. Tuttavia, negli anni successivi, alcuni attivisti riproposero movimenti ad esso ispirati. Anche l'attuale Movimento Nazionalsocialista di Danimarca (Danmarks Nationalsocialistiske Bevægelse) trae le sue origini dallo DNSAP.